# علي حسن خليل
علي حسن خليل (15 يوليو 1964 -)، سياسي لبناني.

## حياته العلمية والعملية
- بعام 1992 حصل على إجازة في الحقوق من الجامعة اللبنانية[1]، ومارس بنفس العام مهنة المحاماة، وهو حاليًا محامي بالاستئناف.[1]
- ينتمي سياسيًا لحركة أمل والتي انتسب لها منذ صغره[1]، كما إنه عضو في المكتب السياسي بها[1] وتولى أيضًا عدة مسؤوليات داخل الحركة[1]، كما إنه ترأس «اتحاد شباب لبنان».[1]
- بعام 1996 انتخب نائبًا عن أحد المقاعد الشيعية في دائرة مرجعيون / حاصبيا، وأعيد انتخابة عن نفس المقعد في سنوات 2000 و2005 و2009.[1]
- شارك في مجلس الوزراء كوزير:[1]
  - من 17 أبريل 2003 حتى 26 أكتوبر 2004 وزيرًا للزراعة وذلك في حكومة الرئيس رفيق الحريري في عهد الرئيس إميل لحود.
  - في 13 يونيو 2011 عين وزيرًا للصحة العامة وذلك في حكومة الرئيس نجيب ميقاتي في عهد الرئيس ميشال سليمان.

في 15 شباط عام 2014 عين وزيرا للمالية وذلك في حكومة الرئيس تمام سلام

## حياته الاجتماعية
متزوج من الدكتورة سامية حيدر صالح، ولديهما من الأبناء:
- حسن.
- أسامة.
- محمد.
- نور.